# سلطانية (حكم)
السلطانية، وهي اسم آخر للاستبداد، هي شكل من أشكال التسلط السياسي تتميز بالوجود الشخصي المفرط للحاكم في كل ما يخص الحكم. وقد يتدخل أو لا يتدخل الحاكم في الحياة الاقتصادية أو الاجتماعية، وبالتالي قد تكون هناك جمعوية في هذه المناطق، ولكن هذا لا يمثل سلطة سياسية حقيقية على الإطلاق.
إن مصطلح السلطانية مشتق من كلمة سلطان، وهو لقب كان يُستخدم في المجتمعات الإسلامية للسيادة أو الملك الذي له سلطات مطلقة. وكان حكم السلطان تقليديًا حكمًا دنيويًا، على عكس الخلافة، وبالتالي لا ينبغي اعتبار مصطلح السلطانية مصطلحًا معاديًا للإسلام. وكان بعض السلاطين ملوكًا دستوريين.
في السلطانية (الحكم السلطاني)، قد يتبنى الملك أو لا يتبنى إيديولوجيا حاكمة ولكنه لا يلتزم بأية قواعد أو إيديولوجيات معينة، حتى لو كانت خاصة به. وقد يستخدم السلطان أيضًا أي قوى يستطيع استخدامها لممارسة إرادته الشخصية، مثل قوات شبه عسكرية أو عصابات.
من أوضح الأمثلة على السلطانية "هايتي تحت حكم دوفالييه وجمهورية الدومينيكان تحت حكم رافائيل تروخيو وجمهورية أفريقيا الوسطى تحت حكم جان بيدل بوكاسا والفلبين تحت حكم فرديناند ماركوس ورومانيا تحت حكم نيكولاي تشاوتشيسكو وكوريا الشمالية تحت حكم كيم إل سونغ.” (لينز وستيبان الأنظمة غير الديمقراطية الحديثة).